# Xã Monroe, Quận Juniata, Pennsylvania
Xã Monroe (tiếng Anh: Monroe Township) là một xã thuộc quận Juniata, tiểu bang Pennsylvania, Hoa Kỳ. Năm 2010, dân số của xã này là 2.237 người.